# Hockey Club Valais-Chablais
Pour les articles homonymes, voir HCV.
Le HC Valais-Chablais est fondé au mois de mai 2018 par la fusion du Sion HC (Sion et Nendaz) et du Hockey Club Martigny Red Ice (Martigny et Verbier).

## Histoire de l'équipe
L'équipe porte le nom de HC Sion de 1938 à 2013. En 1958 et 1959 : le HC Sion est double champion de 1re ligue.
L'équipe porte ensuite le nom de HC Sion-Nendaz 4 Vallées entre 2013 et 2017. En 2015 et 2016 le HC Sion-Nendaz 4 Vallées est double champion romand (groupe 3) de 1re ligue.
En 2017 le HC Sion-Nendaz 4 Vallées est sacré champion suisse de 1re ligue.
En 2018 l'équipe devient le HC Valais-Chablais. La nouvelle équipe prends la place du Sion HC en MySports League. Les équipes sont nommées HC Valais-Chablais 1 jusqu'à 4 et Steve Vergères et Patrick Polli sont coprésidents à la fusion. Steve Vergères démissionne au mois de novembre 2018.
Les équipes sont alors renommées au mois de décembre 2018 pour corriger des problèmes d'identité. La première équipée est ainsi renommée HCV Martigny et la deuxième HCV Sion. Les équipes HCV Nendaz et HCV Verbier jouent en 3ème ligue et le nom HC Valais-Chablais n'est plus utilisé dans les équipes adultes.
En 2023 le HCV Martigny remporte son premier trophée avec la National Cup, en championnat, le HCV Martigny remporte la MyHockey League et monte en Swiss League. À la même période, le conseil d'administration du HC Valais-Chablais nomme Victor Liebenguth, chef de projet depuis décembre 2022, au poste de directeur général. Le club manque les play-offs lors de la dernière journée de la saison régulière. le HCV Martigny surprend en optant pour une relégation volontaire en MyHockey League. Cette décision, guidée par des impératifs financiers,. Pour cette nouvelle saison en MyHockey League, Victor Liebenguth cède sa place à la direction générale du HC Valais-Chablais à Mathieu Gerber. 
À l'issue de la saison 2024-2025, le club décide d'entreprendre plusieurs changements radicaux pour assurer sa pérennité. D'abord une rétrogradation administrative en 1re ligue pour réduire les coûts de fonctionnement, puis un changement de nom en Association Hockey Club Martigny et renoué avec l'héritage du Hockey Club Martigny ayant disparue en 2008,.  

## Palmarès

### HC Sion
- 1958 : champion de 1re ligue
- 1959 : champion de 1re ligue

### HC Sion-Nendaz 4 Vallées
- 2017 : champion de 1re ligue[13]

### HCV Martigny
- 2023 : vainqueur de la National Cup
- 2023 : champion de MyHockey League

## Patinoires
Depuis 1956, le HC Sion évolue à la patinoire artificielle de l'Ancien Stand qui a été inaugurée le 1er novembre 1956. Celle-ci a été entièrement rénovée en 1994 et couverte en 2002. Depuis, plusieurs aménagements ont été effectués, notamment la création d'une nouvelle tribune de places assises, d'une nouvelle buvette, d'un ascenseur pour y accéder et d'un secteur visiteur séparé. La capacité maximale de l'Ancien Stand est de 1 400 spectateurs (dont 360 places assises).
Auparavant, le Hockey Club Sion disputait ses rencontres à la patinoire du Pavillon des Sports (1938-1942 et 1944-1956) ou sur le lac de Montorge (1942-1944).
De plus, différentes équipes du club s'entraînent régulièrement sur la seconde patinoire de la ville de Sion (patinoire de Tourbillon) ou à Nendaz (patinoire des Écluses). Ces deux patinoires ne sont cependant pas couvertes.
À la suite de la fusion de 2018, la première équipe joue les matchs sur la patinoire du Forum d'Octodure à Martigny. Les autres équipes jouent au Centre Sportif de Verbier, à la patinoire des Écluses de Nendaz ou à la patinoire de l'Ancien Stand de Sion.

## Entraîneurs successifs 1re équipe
Cette section présente la liste des entraîneurs du club depuis 1953 :
- 1953-1954 : Saint-Laurent
- 1954-1955 : Graham Forster
- 1955-1956 : Henri Favre
- 1956-1957 : Gordon Blackmann / Gelinas / Bob Popick
- 1957-1959 : Roger Guay
- 1959-1961 : André Girard
- 1961-1965 : Bernard Bagnoud
- 1965-1966 : Richard Truffer
- 1966-1967 : Richard Truffer / Georges Borgeaud
- 1967-1968 : Jimmy Rey
- 1968-1970 : Walter Salzmann
- 1970-1972 : Bob Lindberg
- 1972-1973 : Roger Guay
- 1973-1976 : Jimmy Rey
- 1976-1977 : Jean-Jacques Debons
- 1977-1978 : Jean-Jacques Debons / Mike Hyndman
- 1978-1979 : Orville Martini
- 1979-1982 : Charly Henzen
- 1982-1983 : Denis Métrailler / Frédy Fontannaz
- 1983-1985 : Kilian Locher
- 1985-1986 : Laurent Ehrensperger
- 1986-1988 : Walter Bucher
- 1988-1990 : Raphy Debons
- 1990-1991 : Denis Métrailler
- 1991-1992 : Georgy Praplan
- 1992-1993 : Georgy Praplan / Bohuslav Ebermann
- 1993-1994 : Bohuslav Ebermann
- 1994-1995 : Pascal Rey
- 1995-1996 : Anton Théler
- 1996-1997 : Anton Théler
- 1997-1998 : Anton Théler / Jean-Paul Melly
- 1998-1999 : Olivier Ecœur
- 1999-2000 : Olivier Ecœur / Jean-Bernard Debons
- 2000-2001 : Roger Misteli
- 2001-2002 : Joël et Patrick Favre / Thierry Evéquoz
- 2002-2003 : Alexandre Formaz
- 2003-2004 : Alexandre Formaz / Charly Henzen
- 2004-2005 : Thierry Evéquoz
- 2005-2006 : Thierry Evéquoz / Egon Locher
- 2006-2008 : Egon Locher
- 2008-2010 : Stephan Nussberger
- 2010-2012 : Olivier Ecœur
- 2012-2013 : Pierre-Alain Ançay
- 2013-2014 : Robert Mongrain / Gaëtan Constantin
- 2014-2016 : Olivier Ecœur / Emmanuel Tacchini
- 2016-2017 : Alain Darbellay / Emmanuel Tacchini
- 2016-2017 : Dany Gelinas / Emmanuel Tacchini
- 2017-2019 : Emmanuel Tacchini
- 2019-2021 : Laurent Perroton
- 2021-2022 : Kevin Ryan
- 2022- : Daniele Marghitola

## Historique des présidents
Cette section dresse la liste des personnes qui se sont succédé à la présidence du club :
- 1938-1943 : Hans Reichmuth
- 1943-1945 : Erwin Gerber
- 1945-1948 : Hoch Willy
- 1948-1949 : Pierre Perrier
- 1949-1950 : Maurice Andréoli
- 1950-1951 : Raymond Perraudin
- 1951-1954 : Rodolphe Pfefferlé
- 1954-1957 : Hermann Bornet
- 1957-1961 : Emile Taugwalder
- 1961-1963 : René Comina
- 1963-1968 : Bernard Spahr
- 1968-1969 : René Comina
- 1969-1970 : André Couturier
- 1970-1971 : Willy Hoch
- 1971-1972 : Roger Muller (par intérim)
- 1972-1976 : Bernard Filippini
- 1976-1978 : Roger Muller
- 1978-1980 : Roger Curdy
- 1980-1983 : Jean-Claude Zeiser
- 1983-1986 : Jean-Pierre Braune
- 1986-1989 : André-Philippe Titzé
- 1989-1991 : Jean-Pierre Bonvin
- 1991-1994 : Francis Schroeter
- 1994-1998 : Gilbert-André Rouvinez
- 1998-2002 : Jean-Luc Perroud
- 2002-2014 : Pascal Masserey
- 2014-2016 : Gérald Bressoud
- 2016-2018 : Steve Vergères - Patrick Polli
- 2019- : Patrick Polli